# Mehdi Ben Barka

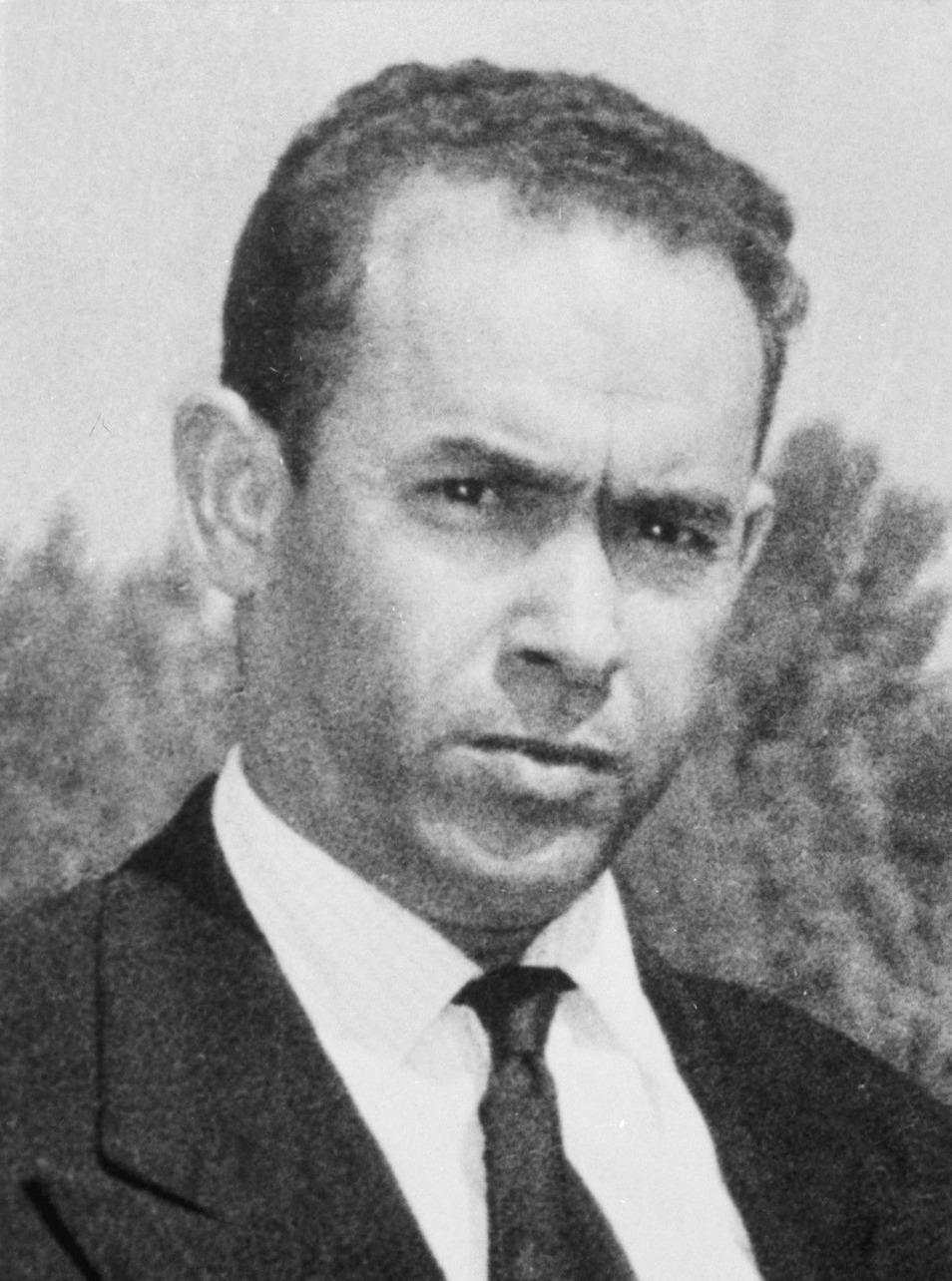
Mehdi Ben Barka

Mehdi Ben Barka  (Arabisch: المهدي بن بركة) (Rabat, 1920 – verdwenen Fontenay-le-Vicomte, 29 oktober 1965) was een Marokkaanse politicus. Zijn verdwijning in 1965 veroorzaakte destijds veel opschudding en is heden ten dage nog een actueel (politiek) thema in zowel Marokko als Frankrijk.

## Achtergrond
Ben Barka studeerde wiskunde aan een Franse school.
Gedurende zijn carrière ontwikkelde hij zich tot een belangrijk lid van de oppositie in Marokko. Aanvankelijk volgde hij hierin de nationalistische Istiqlal partij maar richtte in 1959 de linkse UNFP op, de Union nationale des forces populaires. Ben Barka staat een onafhankelijk, antikoloniaal Marokko voor met een sociaal beleid, gericht op ontwikkeling, vanuit een democratisch perspectief. Hij spreekt zich openlijk uit tegen de monarchie en het koninklijk regiem. Ben Barka wordt hierop een doorn in het oog van de dan heersende koning Hassan II, en wordt verbannen. Nadat hij een aanslag overleefd heeft, een verkeersongeluk dat in scène gezet lijkt, 'verdwijnt' hij in 1965. Hij wordt nooit meer gezien.
Nog tot op de dag van vandaag is het onduidelijk wat er met hem is gebeurd. Er zijn verschillende mogelijke verklaringen opgevoerd omtrent zijn verdwijning, maar geen daarvan heeft tot een doorbraak geleid.

## Affaire Ben Barka
Lang blijft de verdwijning onderwerp van vele speculaties. Destijds wordt onder anderen generaal Oufkir, rechterhand van de toenmalige koning Hassan II, veroordeeld voor de moord op Ben Barka. Echter, het officiële dossier van Ben Barka wordt dan noch door Frankrijk, noch door Marokko vrijgegeven. Het verhaal gaat dan dat de veiligheidsdiensten van beide landen bij de verdwijning betrokken zijn geweest.
Begin jaren tachtig lijkt er een doorbraak in de zaak; toenmalig premier van Frankrijk, Pierre Mauroy geeft toestemming het dossier te laten onderzoeken. Dit gebeurt op veelvuldig aandringen van Ben Barka's zoon, Bachir Ben Barka. Deze beweert hierop dat slechts een klein gedeelte van het dossier beschikbaar is gesteld en dat de waarheid door de overheid achter wordt gehouden.
De affaire Ben Barka staat symbool voor de jaren van lood, zoals de periode onder koning Hassan II vaak wordt aangeduid.
Een jaar na zijn kroning doet de zoon van Hassan II,  Mohammed VI een poging het roer om te gooien. Hij heft de verbanning van de familie van Ben Barka op, die sinds de jaren zestig niet meer welkom was. Verder laat hij de IER, Instance Equité et Reconciliation (Instantie voor Rechtvaardigheid en Verzoening) oprichten. Deze onderzoekscommissie beoogt de misstanden die zijn gepleegd onder het regime van Hassan II te onderzoeken. Er is echter veel kritiek; de commissie zou nauwkeurig geregisseerd worden en geen werkelijke waarheidsbevinding mogen rapporteren.
- Biblioteca Nacional de España: XX1203603
- Bibliothèque nationale de France: cb135345085 (data)
- Catàleg d'autoritats de noms i títols de Catalunya: 981058516098506706
- CiNii: DA1229043X
- Gemeinsame Normdatei: 118655299
- International Standard Name Identifier: 0000 0001 2148 6167
- Library of Congress Control Number: n50012063
- Nationale Bibliotheek van Israël: 987007463506705171
- Nederlandse Thesaurus van Auteursnamen: 072833262
- LIBRIS: 39724
- SNAC: w6t31h0w
- Système universitaire de documentation: 027460746
- Virtual International Authority File: 116728094
- WorldCat: E39PBJvmR4JMhymXBwPrBMgxjC